# Estrela de flor blava
L'estrela de flor blava (Galatella sedifolia) és una espècie de planta amb flors del gènere Galatella dins la família de les asteràcies (Asteraceae). És una planta nativa dels biomes temperats d'Europa, des de Portugal fins a la Rússia europea i el Caucas.
Addicionalment pot rebre els noms de fadrins, fadrins i fadrines, flor de viuda, flors de viuda, indiana, indianes i margaridera blava.

## Descripció
És una mata verda grisenca, amb tiges erectes d'entre 15-25 cm, ramificades a la part superior. Les fulles inferiors són espatulades, amb tres nervis translúcids que acaben en sengles dents i que estan presents ja a l'hivern, desapareixent generalment quan la planta floreix, al llarg de la tija altres molt estretament lanceolades, amb puntets glandulosos i vores una mica enrotllades. Les flors d'estiu i tardor, són ligulades a la perifèria, de bell color blau, separades entre si i poc nombroses, les internes són tubulars i grogues, també poc nombroses. Creixen a l'extrem de les tiges, solitàries o en grups, a l'interior d'unes "copes" llargues i estretes.

## Taxonomia
Aquesta espècie va ser publicada per primer cop l'any 1753, sota el nom d'Aster sedifolius al segon volum de l'obra Species Plantarum del botànic suec Carl von Linné (1707-1778). Però l'any 2003 les anàlisis filogenètiques van portar al botànic suís Werner Greuter a moure aquest tàxon al gènere Galatella amb el nom de Galatella sedifolia, aquest canvi va ser publicat a la revista Willdenowia: Annals of the Botanic Garden and Botanical Museum Berlin.

### Subespècies
Dins d'aquesta espècie es reconeixen les subespècies següents :
- Galatella sedifolia subsp. dracunculoides (Lam.) Greuter
- Galatella sedifolia subsp. illyrica (Murb.) Greuter
- Galatella sedifolia subsp. sedifolia

### Sinònims
El següent nom científic és sinònims homotípic de Galatella sedifolia:
- Aster sedifolius L.